# يوشانان فولاتش
يوشانان فولاتش (بالعبرية: יוחנן וולך): من مواليد 14 مايو 1945، لاعب كرة قدم إسرائيلي. وكان عضوا في الفريق الوطني الإسرائيلي الذي تنافس في نهائيات كأس العالم لكرة القدم 1970. فولاتش رئيس منظمة مكابي حيفا الرياضية فضلا عن كونه الرئيس التنفيذي لغرفة الملاحة البحرية في إسرائيل.

## روابط خارجية
- يوشانان فولاتش على موقع قاعدة بيانات كرة القدم.إي يو (الإنجليزية)
- يوشانان فولاتش على موقع ناشيونال فوتبول تيمز (الإنجليزية)
- يوشانان فولاتش على موقع عالم كرة القدم.نت (الإنجليزية)